# Rajon Baraniwka
Der Rajon Baraniwka (ukrainisch Баранівський район/Baraniwskyj rajon; russisch Барановский район/Baranowski rajon) war eine Verwaltungseinheit innerhalb der Oblast Schytomyr im Osten der Ukraine. Der Rajon, welcher 1923 gegründet wurde, hatte eine Fläche von 1000 km² und eine Bevölkerung von etwa 16.000 Einwohnern, das Verwaltungszentrum lag in Baraniwka.
Er grenzte im Osten an den Rajon Pulyny, im Südosten an den Rajon Romaniw, im Süden an den Rajon Polonne (in der Oblast Chmelnyzkyj gelegen), im Südwesten an den Rajon Schepetiwka (Oblast Chmelnyzkyj), im Westen an den Rajon Slawuta (Oblast Chmelnyzkyj) sowie im Norden an den Rajon Nowohrad-Wolynskyj und das ehemalige Rajonsgebiet wird vom Fluss Slutsch in nord-südlicher Richtung durchflossen.
Am 17. Juli 2020 kam es im Zuge einer großen Rajonsreform zum Anschluss des Rajonsgebietes an den Rajon Nowohrad-Wolynskyj.
Auf kommunaler Ebene war der Rajon in 1 Stadtratsgemeinde, 5 Siedlungsratsgemeinden und 15 Landratsgemeinden unterteilt, denen jeweils einzelne Ortschaften untergeordnet waren.
Zum Verwaltungsgebiet gehörten:
- 1 Stadt
- 5 Siedlungen städtischen Typs
- 57 Dörfer